# Flore Singer Åslid
Flore Singer Åslid (* 12. Oktober 1972; † 29. November 2016 in Trondheim) war eine norwegische Sozialanthropologin und wirkte an der Technisch-Naturwissenschaftlichen Universität Norwegens.
Sie erlangte durch ihre Inputs zum Thema Drogenpolitik öffentliche Bekanntheit. Sie arbeitete als wissenschaftliche Mitarbeiterin und Postdoc-Forscherin an der NTNU. In ihrer Promotion war einer ihrer Kernpunkte, dass die Öffentlichkeit Drogen genommen haben muss, um das Problem in seiner Gesamtheit zu erkennen. Diese These verteidigte sie auch 2007 beim Abschluss ihrer Promotion.

## Publikationen
- Dirty needles and magic medicine. An anthrological inquiry into the journey from junky to methadone client. (= Trondheim occasional papers in social anthropology; 10). Norwegian University of Science and Technology, Department of Social Anthropology, Trondheim 2003, ISBN 82-7446-016-2.
- Facing the Dragon: Exploring a conscious phenomenology of intoxication (Doktoravhandling om «hobbynarkomaner»)

Kleinere Beiträge:
- forskning.no Om «lørdagsnarkomane»
- «On the Outside Looking In: Growing Up in the Moonies» i: Cultic Studies Review, Vol. 2, No. 1, 2003
- Marginal groups, marginal minds. Reflections on ethnographic drug research and other traumatic experiences. In: Medische antropologie, Band 24, 2012, S. 23–39 (Online; englisch).